# Viking 1
|  | For andre betydninger af ordet Viking, se Viking (flertydig). |
Viking 1 var det første af to rumfartøjer sendt til Mars som en del af NASAs Viking program.

## Mission
Efter opsendelsen med en Titan/Centaur raket d. 20. august 1975 fulgte 10 måneders rejse til Mars. 5 dage før rumsonden blev indsat i kredsløb begyndte den at tage billeder hvor hele Mars var indenfor synsfeltet. Den 19. juni 1976 blev den indsat i kredsløb og 21. juni blev kredsløbet tilpasset så apoapsis var 1.513 km og periapsis var 33.000. Det var planlagt at landingen på Mars skulle ske d. 4. juli så den faldt sammen med 200-året for Den amerikanske uafhængighedserklæring, men den måtte udskydes da det landingssted man først havde udset sig viste sig at være uegnet pga. store sten, der gjorde en landing risikabel. Den 20. juli havde man fundet et nyt landingssted (Chryse Planitia) så landeren blev frakoblet og landede på Mars som den første amerikanske rumsonde og den første vellykkede marslander.

### Viking 1 galleri
- Opsendelse af Viking 1 20. august 1975
- Det første billede Viking 1 sendte fra overfladen af Mars.
- Billede taget af Viking 1 af en solnedgang ved Chryse Planitia.
- Grøft gravet af jordprøvesamleren
- Billede taget af kamera 1 på Viking lander 1.
- Billede af Viking 1-landeren taget fra kredsløb af Mars Reconnaissance Orbiter i december 2006